# 김성수 (축구 선수)
김성수(한국 한자: 金聖洙, 1992년 12월 26일 ~ )는 대한민국의 축구 선수이며 포지션은 미드필더이다.

## 선수 경력
2013년 대전 시티즌에 입단하였으나 출장 기회를 많이 잡지 못하였고, 2015 시즌을 끝으로 계약이 만료되어 팀을 떠났으며, 반 년간 무적신분으로 지내다가 2016시즌 중반 고양 자이크로 FC에 입단하였다.
2016시즌을 끝으로 팀이 프로에서 탈퇴함에 따라 대전 시티즌으로 복귀하였지만 1년만에 방출되었고, 공익 근무를 목적으로 청주 FC에 입단하였다.

## 수상

### 클럽

#### 대전 시티즌
- K리그 챌린지
  - 우승 1회 : 2014